# یکی از ما دو نفر
یکی از ما دو نفر فیلمی به کارگردانی و نویسندگی تهمینه میلانی و تهیه‌کنندگی محمد نیک‌بین ساخته سال ۱۳۸۹ایران است، این فیلم در ۲۶ اسفند ۱۳۸۹ بر روی پرده سینما رفته‌است.

## خلاصه داستان
سارا که پس از پایان تحصیلات مهندسی تازه از آمریکا برگشته، برای استخدام به شرکتی می‌رود که بابک مدیر آن است. بابک که از به هم خوردن نامزدی سارا باخبر است…

## بازیگران
- بهرام رادان  در نقش بابک
- السا فیروزآذر  در نقش سارا
- دانیال عبادی  در نقش مهرداد
- آناهیتا نعمتی  در نقش نازنین
- همایون ارشادی  در نقش پدر سارا
- سارا خوئینی ها  در نقش کیانا
- سمانه پاکدل  در نقش مانیا

## جشنواره‌ها
این فیلم در بیست و نهمین دوره جشنواره فیلم فجر (۱۳۸۹) حضور داشته‌است.